# Chloraea deflexa
Chloraea deflexa är en orkidéart som beskrevs av Pierfelice Ravenna. Chloraea deflexa ingår i släktet Chloraea och familjen orkidéer. Inga underarter finns listade i Catalogue of Life.